# Червлёное (Волгоградская область)
Червлёное, также пишется как Червленое — село в Светлоярском районе Волгоградской области. Административный центр Червлёновского сельского поселения.
Основано в 1825—1830 годах как калмыцкий посёлок Червлёный

## История
Посёлок Червленый, поселение калмыков, возник на самой северной окраине кочевья калмыцких улусов. Он расположен по соседству с селением европейского образца — немецкой колонией Сарепта, основанной на землях соседских калмыцких кочевий выходцами из Богемии, религиозной секты евангелистов-гернгутеров. По их примеру группа бедных калмыков, не имевших своего хозяйства, решила заняться земледелием, осесть на постоянное жительство, о чём было подано ходатайство. В 1824 году Саратовская казенная палата получила предписание правительства представить план и характеристику земельных угодий, какое количество будет достаточным для калмыков и в каком месте отвести землю. Земля была выделена по правому берегу речки Червлёная (калм. Тергтә). Первыми жителями стали калмыки — выходцы рода Абганер Асмуды.. С этим связано калмыцкое название села «Тергтин авһнр» — тергтинские абганеры.
Основателями посёлка Червлёный являются Дербен- Кукановы Эренцен и Мукебен.
Можно предположить, что посёлок Червленый возник в 1825—1830 годы. Хутор Тергт (Червлёном-Модн Геряхн) указан в Списке населённых мест Астраханской губернии по сведениям за 1859 год, однако сведения о численности населения хутора не приводятся. По первой Всероссийской переписи 1897 года в посёлке Червленом проживало 514 человек, 277 мужчин и 237 женщин, все буддисты. По исследованиям Калмыцкой степи 1910 года, в поселке было 114 хозяйств, 126 кибиток с населением 571 человек. Вместе с такими калмыцкими поселками, как Тебектенеры (Тевктнр), Зётовский (Зөд) Капкинка (Капкиихн), Тингута(Түңгт), посёлок Червлёный входил в Северный аймак Малодербетовского улуса. Согласно сведениям, содержащимся в Памятной книжке Астраханской губернии на 1914 год в посёлке Червлёном имелось 55 дворов, проживало 186 душ мужского и 164 женского пола
В 1920 году, когда начали формироваться границы автономной области калмыцкого трудового народа, все эти земли остались за её пределами. Они отошли к Царицынской губернии. Туда же тогда передали и бывшее имение князей Тундутовых, составлявшее 4347 десятин земли.
В 1929 году в селе Червленом был организован колхоз «Путь Ленина». Первым предъседателем которого стал Джапов Доржи Санджиевич.
В конце 1943 года проживавшие в селе калмыки были депортировали на Алтай, а возвращаться стали домой с 1956 года после 20 съезда партии. В рамках переселенческой политики с 1949 года на поселение в село привлекались с Житомирской области украинцы.
В начале 1950 годов близ села Червлёного был проведен канал имени В. И. Ленина, соединивший собой две реки Волгу и Дон и давший возможность оросить безводные засушливые степи. Колхоз «Путь Ленина» переименовали в совхоз Червленый. Он просуществовал до 90 годов XX века.

## Физико-географическая характеристика
Село расположено в степи на крайнем севере Ергенинской возвышенности, относящейся к Восточно-Европейской равнине, на берегах реки Червлёная, на высоте около 85 метров над уровнем моря. Рельеф местности холмисто-равнинный. К северу от села расположен Волго-Донской судоходный канал. Почвенный покров комплексный: распространены каштановые солонцеватые и солончаковые почвы и солонцы (автоморфные).
Географическое положение
По автомобильным дорогам расстояние до областного центра города Волгограда (до центра города) составляет 55 км, до районного центра посёлка Светлый Яр — 37 км.
Климат
Климат континентальный, засушливый, с жарким летом и относительно холодной и малоснежной зимой (согласно классификации климатов Кёппена — Dfa). Среднегодовая температура воздуха положительная и составляет + 8,3 °C. Средняя температура самого холодного января −7,3 °С, самого жаркого месяца июля +24,3 °С. Многолетняя норма осадков — 376 мм. В течение года количество осадков распределено относительно равномерно: наименьшее количество осадков выпадает в марте (норма осадков — 24 мм) и октябре (23 мм), наибольшее количество — в июне (38 мм) и декабре (39 мм).

## Население
| 2010 |
| ---- |
| 2314 |

Динамика численности населения
| 1897 | 1910 | 1914 | 1916 | 1987 |
| ---- | ---- | ---- | ---- | ---- |
| 514  | 571  | 370  | 350  | 2400 |

Здесь проживают калмыки, татары, русские и другие, всего 11 национальностей

## Известные жители и уроженцы
- Очиров, Номто Очирович — калмыцкий общественный и политический деятель, учёный, просветитель.

## Инфраструктура
Развитое сельское хозяйство. Личное подсобное хозяйство.

## Транспорт
Ближайшая железнодорожная станция железнодорожной ветки Волгоград—Тихорецкая Волгоградского региона Приволжской железной дороги расположена в находящемся к югу от села посёлке Канальная.